# Hexachaeta guatemalensis
Hexachaeta guatemalensis är en tvåvingeart som först beskrevs av Lima 1953.  Hexachaeta guatemalensis ingår i släktet Hexachaeta och familjen borrflugor.
Artens utbredningsområde är Guatemala. Inga underarter finns listade i Catalogue of Life.